# Cyrtodesmus palliatus
Cyrtodesmus palliatus är en mångfotingart som beskrevs av Loomis 1972. Cyrtodesmus palliatus ingår i släktet Cyrtodesmus och familjen Cyrtodesmidae. Inga underarter finns listade i Catalogue of Life.